# Ahmed El-Leithy
Ahmed El-Leithy (* 1945) ist ein ägyptischer Politiker.

## Leben
Ahmed El-Leithy ist  promovierter Doktor der Agrarproduktion, saß im Vorstand einer Holding, die in Agrarproduzenten investierte, und beriet seinen Vorgänger als Landwirtschaftsminister, Yousef Wali, in dessen Amtszeit eine Reihe von Bestechungsvorgängen publiziert wurden. Ahmed El-Leithy bekundete, Bürokratie abbauen zu wollen, die Investoren erwarteten von ihm, dass er die politischen Bedingungen für Cash Crops verbessern würde. Sein Nachfolger, Amin Ahmed Mohamed Othman Abaza, zeigte eine profitable Performance als Baumwolleproduzent. Worauf Ahmed El-Leithy 2005 als Vertreter in den internationalen Fonds für landwirtschaftliche Entwicklung gewählt wurde.
Ahmed El-Maghrabi war im ersten Kabinett Nazif Minister für Landwirtschaft und Landforderungen.